# تاكويا نيشيدا
تاكويا نيشيدا (باليابانية: 西田拓也؛ بالكانا: にしだ たくや) هو لاعب شوغي ‏ ياباني، ولد في 25 أغسطس 1991.